# جلم الماء كبير
جلم الماء كبير (الاسم العلمي: Puffinus gravis) هو نوع من فصيلة طيور بترل.